# Jan Ekholm
Jan Tomas Ekholm, född 3 december 1969 i Söderhamn, är en svensk före detta fotbollsmålvakt som under sin klubbkarriär bland annat representerade IFK Sundsvall.
Efter en bra vårsäsong med IFK Sundsvall i Division 1 blev Ekholm uttagen i den svenska truppen till OS 1992 i Barcelona. Han stod i alla fyra matcher Sverige spelade. Han fick dock aldrig göra någon "riktig" A-landskamp och spelade heller aldrig i Allsvenskan.
Han utbildade sig senare till polis.